# 1961 في فرنسا
فيما يلي قوائم الأحداث التي وقعت خلال عام 1961 في فرنسا.

## أحداث
- 21 أبريل – انقلاب الجزائر عام 1961
- 17 أكتوبر – مجزرة باريس عام 1961

## سياسة

### انتهاء فترة المنصب
- 16 مارس – فرنسوا ميتران عضو مجلس الشيوخ الفرنسي.

## رياضة
- 1 يناير – سباق طواف فرنسا 1961 الفائز جاك أنكيتيل.
- 2 يوليو – جائزة فرنسا الكبرى 1961 الفائز جيانكارلو بوغاتي.

## أفلام
من الأفلام التي صدرت هذه السنة في فرنسا:
- 1 يناير – الليل من إخراج مايكل أنجلو أنطونيوني.

## كتب
من الكتب التي صدرت هذه السنة في فرنسا:
- 1 يناير – الشمولية واللامحدودية من تأليف إيمانويل ليفيناس.
- 1 يناير – تاريخ الجنون في العصر الكلاسيكي من تأليف ميشال فوكو.

## مواليد

### يناير
- 3 يناير – دومينيك بيجوتات لاعب كرة قدم.
- 5 يناير – جيل ماس
- 9 يناير – يانيك ستوبيرا لاعب كرة قدم فرنسي.

### فبراير
- 24 فبراير – إريك روشان مخرج أفلام فرنسي.

### مارس
- 22 مارس – صالح أوقروت ممثل جزائري.
- 27 مارس – باسكال كوتشيتو منتج أفلام فرنسي.

### أبريل
- 2 أبريل – ايريك غوتييه مصوّر سينمائي فرنسي.
- 7 أبريل – باسكال أولميتا لاعب كرة قدم فرنسي.
- 23 أبريل – فلة الجزائرية مغنية.
- 24 أبريل – جوزيه توريه لاعب كرة قدم.
- 26 أبريل – فيليب شوفالييه درّاج طريق فرنسي.
- 30 أبريل – آلان سارس حكم كرة قدم فرنسي.

### مايو
- 6 مايو – مارك باربي
- 13 مايو – فيليب فيرنت دراج فرنسي.
- 19 مايو – برنار أوكسلي

### يونيو
- 2 يونيو – ستيفان دانيال
- 15 يونيو – لوران كانتيه
- 21 يونيو – مانو شاو

### يوليو
- 2 يوليو – سامي ناصري
- 19 يوليو – غيليس بلوخ طبيب فرنسي.
- 22 يوليو – باسكال جول درّاج طريق فرنسي.
- 26 يوليو – تييري أنتينوري مدير فرنسي.
- 31 يوليو – جيروم بيانكي لاعب رغبي فرنسي.

### أغسطس
- 19 أغسطس – فريدويك أنتونيتي لاعب كرة قدم فرنسي.
- 23 أغسطس – ألكسندر ديسبلا ملحن فرنسي.

### سبتمبر
- 2 سبتمبر – كلود بويل لاعب كرة قدم.
- 4 سبتمبر – بيرنارد كازوني لاعب كرة قدم.
- 18 سبتمبر – برنارد فيربير

### أكتوبر
- 16 أكتوبر – مارك لوفي كاتب فرنسي.

### نوفمبر
- 5 نوفمبر – دينيس رو دراج فرنسي.

## وفيات

### يناير
- 17 يناير – إتيين دريوتون (مواليد 1889)

### أبريل
- 3 أبريل – رودولف شوارتز (مواليد 1897) مهندس معماري ألماني.
- 21 أبريل – إيزابيلا أميرة أورليان (مواليد 1878) أميرة فرنسية.

### مايو
- 3 مايو – موريس ميرلو بونتي (مواليد 1908) اللغة و الفكر.

### يوليو
- 1 يوليو – لويس-فرديناند سيلين (مواليد 1894) كاتب فرنسي.

### أغسطس
- 4 أغسطس – موريس تورنر (مواليد 1876)

### سبتمبر
- 11 سبتمبر – جان روجيسار (مواليد 1894) كاتب فرنسي.

### ديسمبر
- 6 ديسمبر – فرانز فانون (مواليد 1925)